# Cantón de Neuvy-le-Roi
El cantón de Neuvy-le-Roi era una división administrativa francesa, que estaba situada en el departamento de Indre y Loira y la región de Centro-Valle de Loira.

## Composición
El cantón estaba formado por diez comunas:
- Bueil-en-Touraine
- Chemillé-sur-Dême
- Épeigné-sur-Dême
- Louestault
- Marray
- Neuvy-le-Roi
- Saint-Aubin-le-Dépeint
- Saint-Christophe-sur-le-Nais
- Saint-Paterne-Racan
- Villebourg

## Supresión del cantón de Neuvy-le-Roi
En aplicación del Decreto nº 2014-179 de 18 de febrero de 2014, el cantón de Neuvy-le-Roi fue suprimido el 22 de marzo de 2015 y sus 10 comunas pasaron a formar parte del nuevo cantón de Château-Renault.